# Litauen i olympiska sommarspelen 1992
Litauen deltog i de olympiska sommarspelen 1992 med en trupp bestående av tre deltagare, och totalt blev det två medaljer.

## Basket
Herrar
Gruppspel
| Nr | Lag         | S | V | O | F | GM  | IM  | MS   | P |
| -- | ----------- | - | - | - | - | --- | --- | ---- | - |
| 1  | OSS         | 5 | 4 | 0 | 1 | 425 | 373 | +52  | 9 |
| 2  | Litauen     | 5 | 4 | 0 | 1 | 481 | 424 | +57  | 9 |
| 3  | Australien  | 5 | 3 | 0 | 2 | 432 | 396 | +36  | 8 |
| 4  | Puerto Rico | 5 | 3 | 0 | 2 | 445 | 440 | +5   | 8 |
| 5  | Venezuela   | 5 | 1 | 0 | 4 | 392 | 427 | −35  | 6 |
| 6  | Kina        | 5 | 0 | 0 | 5 | 381 | 496 | −115 | 5 |

| Hemma \ Borta | Australien | Kina   | OSS    | Litauen | Puerto Rico | Venezuela |
| Australien    | —          | 88–66  | 63–85  | 87–98   | 116–76      | 78–71     |
| Kina          | 66–88      | —      | 84–100 | 75–112  | 68–100      | 88–96     |
| OSS           | 85–63      | 100–84 | —      | 92–80   | 70–82       | 78–64     |
| Litauen       | 98–87      | 112–75 | 80–92  | —       | 104–91      | 87–79     |
| Puerto Rico   | 76–116     | 100–68 | 82–70  | 91–104  | —           | 96–82     |
| Venezuela     | 71–78      | 96–88  | 64–78  | 79–87   | 82–96       | —         |

Slutspel
|  | Kvartsfinaler | Kvartsfinaler |              |     | Semifinaler | Semifinaler |            |            | Final      | Final |
|  | 0             | 0             | 0            | 0   | 0           | 0           | 0          | 0          | 0          | 0     |
|  |               |               | 0            | 0   |             |             | 0          | 0          |            |       |
|  |               |               | 0            | 0   |             |             | 0          | 0          |            |       |
|  | 0 USA         | 0115          | 0            | 0   |             |             | 0          | 0          |            |       |
|  | 0 USA         | 0115          | 0            | 0   |             |             | 0          | 0          |            |       |
|  | 0 Puerto Rico | 077           | 0            | 0   |             |             | 0          | 0          |            |       |
|  | 0 Puerto Rico | 077           | 0            | 0   | 0 USA       | 0127        | 0          | 0          |            |       |
|  |               |               | 0            | 0   | 0 USA       | 0127        | 0          | 0          |            |       |
|  | 0             | 0 Litauen     | 0            | 076 | 0           |             |            | 0          |            |       |
|  | 0             | 0 Litauen     | 0            | 076 | 0           | 0 Litauen   | 0114       | 0          |            |       |
|  | 0             |               |              |     |             | 0 Litauen   | 0114       | 0          |            |       |
|  | 0             | 0 Brasilien   | 096          | 0   |             |             |            | 0          |            |       |
|  | 0             | 0 Brasilien   | 096          | 0   | 0 USA       | 0117        |            | 0          |            |       |
|  | 0             |               |              | 0   | 0 USA       | 0117        |            | 0          |            |       |
|  | 0             | 0             | 0 Kroatien   | 0   | 085         |             |            |            |            |       |
|  | 0             | 0             | 0 Kroatien   | 0   | 085         | 0 OSS       | 083        |            |            |       |
|  | 0             | 0             |              |     |             |             | 083        |            |            |       |
|  | 0             | 0             | 0 Tyskland   | 076 | 0           |             |            |            |            |       |
|  | 0             | 0             | 0 Tyskland   | 076 | 0           | 0 OSS       | 074        | Bronsmatch | Bronsmatch |       |
|  | 0             | 0             |              |     | 0           | 0 OSS       | 074        | Bronsmatch | Bronsmatch |       |
|  | 0             | 0             | 0 Kroatien   | 075 | 0           | 0           |            |            |            |       |
|  | 0             | 0             | 0 Kroatien   | 075 | 0           | 0           | 0 Kroatien | 098        | 0 OSS      | 078   |
|  | 0             | 0             |              |     | 0           | 0           | 0 Kroatien | 098        | 0 OSS      | 078   |
|  | 0             | 0             | 0 Australien | 065 | 0           | 0           | 0 Litauen  | 082        |            |       |
|  | 0             | 0             | 0 Australien | 065 | 0           | 0           | 0 Litauen  | 082        |            |       |
|  |               |               |              |     |             |             |            |            |            |       |
|  |               |               |              |     |             |             |            |            |            |       |

## Boxning
| Boxare                  | Viktklass       | Sextondelsfinal               | Åttondelsfinal               | Kvartsfinal                      | Semifinal        | Final            | Placering |
| Boxare                  | Viktklass       | Resultat                      | Resultat                     | Resultat                         | Resultat         | Resultat         | Placering |
| ----------------------- | --------------- | ----------------------------- | ---------------------------- | -------------------------------- | ---------------- | ---------------- | --------- |
| Vitalijus Karpačiauskas | Lätt weltervikt | Andrey Piestrayev (EUN) W 9-4 | Pepe Reilly (USA) · W 16-5   | Arkhom Chenglai (THA) · L 6-9    | Gick inte vidare | Gick inte vidare | 5         |
| Leonidas Maleckis       | Weltervikt      | Salim Kbary (EGY) · W 13-6    | Robin Reid (GBR) · L 3-10    | Gick inte vidare                 | Gick inte vidare | Gick inte vidare | 9         |
| Vidas Markevičius       | Tungvikt        | Alexey Chudinov (EUN) L 3-7   | Gick inte vidare             | Gick inte vidare                 | Gick inte vidare | Gick inte vidare | 17        |
| Gytis Juškevičius       | Supertungvikt   | -                             | David Anyim (KEN) · W RSCI-2 | Richard Igbineghu (NGR) · L 2-KO | Gick inte vidare | Gick inte vidare | 5         |

## Brottning
Bantamvikt, grekisk-romersk stil
- Remigijus Šukevičius

## Cykling
Landsväg
Herrar
| Cyklist            | Gren                | Tid     | Placering |
| ------------------ | ------------------- | ------- | --------- |
| Saulius Šarkauskas | Herrarnas linjelopp | 4:35:56 | 23        |

Damer
| Cyklist         | Gren               | Tid     | Placering |
| --------------- | ------------------ | ------- | --------- |
| Aiga Zagorska   | Damernas linjelopp | 2:05:03 | 14        |
| Laima Zilporytė | Damernas linjelopp | 2:05:03 | 18        |
| Daiva Čepelienė | Damernas linjelopp | 2:05:03 | 20        |

Bana
Damer
| Cyklist       | Gren                 | Kval        | Åttondelsfinal              | Återkval                    | Kvartsfinal      | Semifinal        | Final            | Placerng |
| ------------- | -------------------- | ----------- | --------------------------- | --------------------------- | ---------------- | ---------------- | ---------------- | -------- |
| Rita Razmaitė | Damernas sprint      | 8 Q 12,058  | 3/3 Ingrid Haringa Wang Yan | 2/2 Galina Yenyukhina (EUN) | Gick inte vidare | Gick inte vidare | Gick inte vidare |          |
| Aiga Zagorska | Damernas förföljelse | 13 3:52,450 | Gick inte vidare            | Gick inte vidare            | Gick inte vidare | Gick inte vidare | Gick inte vidare | 13       |

## Friidrott
Herrar
| Idrottare           | Gren                        | Result  | Result  | Placering |
| Idrottare           | Gren                        | Kval    | Final   | Placering |
| ------------------- | --------------------------- | ------- | ------- | --------- |
| Viktoras Meškauskas | Herrarnas 20 kilometer gång |         | 1:33:24 | 26        |
| Benjaminas Viluckis | Herrarnas släggkastning     | 70,54 m |         | 20        |
| Romas Ubartas       | Herrarnas diskuskastning    | 66,08 m | 65,12 m | 1         |
| Vaclavas Kidykas    | Herrarnas diskuskastning    | 59,96 m |         | 15        |

Damer
| Idrottare            | Gren                   | Result | Result | Placering |
| Idrottare            | Gren                   | Kval   | Final  | Placering |
| -------------------- | ---------------------- | ------ | ------ | --------- |
| Nijolė Medvedeva     | Damernas längdhopp     | DSQ    | DSQ    | DSQ       |
| Nelė Savickytė       | Damernas höjdhopp      | 1,90   |        | 20        |
| Teresė Nekrošaitė    | Damernas spjutkastning | 58,28  |        | 18        |
| Remigija Nazarovienė | Damernas sjukamp       |        | 6142   | 14        |

## Judo
Herrarnas halv tungvikt
- Vladas Burba — 13:e plats (tied)

## Kanotsport
| Kanotist      | Gren                 | Första omgången | Första omgången | Återkval | Återkval  | Semifinal | Semifinal | Final   | Final     |
| Kanotist      | Gren                 | Tid             | Placering       | Tid      | Placering | Tid       | Placering | Tid     | Placering |
| ------------- | -------------------- | --------------- | --------------- | -------- | --------- | --------- | --------- | ------- | --------- |
| Artūras Vieta | Herrarnas K-1 500 m  | 1:41,96         | 3               | 1:41,04  | 2 Q       | 1:42,09   | 3 Q       | 1:42,34 | 9         |
| Artūras Vieta | Herrarnas K-1 1000 m | 3:40,81         | 2 Q             |          |           | 3:37,54   | 4 Q       | 3:46,92 | 9         |

## Modern femkamp
Herrarnas individuella tävling
- Gintaras Staškevičius — 15:e plats
- Vladimiras Močialovas — 51:a plats
- Tomas Narkus — 62:a plats

Herrarnas lagtävling
- Gintaras Staškevičius, Vladimiras Močialovas och Tomas Narkus — 15:e plats

## Rodd
Herrarnas tvåa utan styrman
- Ričardas Bukys och Zigmantas Gudauskas

Herrarnas tvåa med styrman
- Juozas Bagdonas, Einius Petkus och Valdemaras Mačiulskis

Damernas singelsculler
- Kristina Poplavskaja

Damernas tvåa utan styrman
- Violeta Lastakauskaitė och Violeta Bernotaitė

## Segling
Herrarnas 470
- Raimondas Šiugždinis och Valdas Balciunas